# Плотникова Горка
Плотникова Горка — деревня в Пестовском муниципальном районе Новгородской области. Входит в состав Пестовского сельского поселения. Постоянного населения согласно всероссийской переписи населения 2010 года — не имеет.
Площадь территории деревни — 5,6 га. Плотникова Горка находится на высоте 125 м над уровнем моря, в 2 км к северу от деревни Воробьёво.

## История
В списке населённых мест Устюженского уезда Новгородской губернии за 1909 год деревня Плотниково (Печеная Горка) указана как относящаяся к Охонской волости (2-го стана, 4-го земельного участка). Население деревни Плотниково (Печеная Горка), что была тогда на земле Дурманского сельского общества — 30 жителей: мужчин — 14, женщин — 16, число жилых строений — 14. Затем с 10 июня 1918 года до 31 июля 1927 года в составе Устюженского уезда Череповецкой губернии, затем в Пестовском районе Череповецкого округа Ленинградской области. По постановлению ЦИК и СНК СССР от 23 июля 1930 года Череповецкий округ был упразднён, а район перешёл в прямое подчинение Леноблисполкому. По Указу Президиума Верховного Совета СССР от 5 июля 1944 года Пестовский район был передан из Ленинградской области во вновь образованную Новгородскую область. Решением Новгородского облисполкома № 1171 от 27 сентября 1950 года Плотникова Горка была передана из Охонского сельсовета в Пестовский сельсовет. Во время неудавшейся всесоюзной реформы по делению на сельские и промышленные районы и парторганизации, в соответствии с решениями ноябрьского (1962 года) пленума ЦК КПСС «о перестройке партийного руководства народным хозяйством» с 10 декабря 1962 года был образован, в числе прочих, крупный Пестовский сельский район на территории Дрегельского, Пестовского и Хвойнинского районов, а 1 февраля 1963 года административный Пестовский район в числе прочих был упразднён. Пленум ЦК КПСС, состоявшийся 16 ноября 1964 года восстановил прежний принцип партийного руководства народным хозяйством, после чего Указом Верховного Совета РСФСР от 12 января 1965 года сельские районы были преобразованы вновь в административные районы и решением Новгородского облисполкома № 6 от 14 января 1965 года Пестовский сельсовет и деревня вновь в составе Пестовского района. Решением Новгородского облисполкома № 20 от 15 января 1973 года центром Пестовского сельсовета была утверждена деревня Русское Пестово.
С принятием закона от 6 июля 1991 года «О местном самоуправлении в РСФСР» была образована Администрация Пестовского сельсовета (Пестовская сельская администрация), затем Указом Президента РФ № 1617 от 9 октября 1993 года «О реформе представительных органов власти и органов местного самоуправления в Российской Федерации» деятельность Пестовского сельского Совета была досрочно прекращена, а его полномочия переданы Администрации Пестовского сельсовета. По результатам муниципальной реформы, с 2005 года деревня входит в состав муниципального образования — Пестовское сельское поселение Пестовского муниципального района (местное самоуправление), по административно-территориальному устройству подчинена администрации Пестовского сельского поселения Пестовского района. В 2012 году Новгородская областная дума (постановлением № 50-5 ОД от 25.01.2012) постановила уведомить Правительство Российской Федерации об упразднении в числе прочих Пестовского сельсовета Пестовского района.